# Sheep in the Big City
Sheep in the Big City (Schaap in de Grote Stad) is een Amerikaanse animatieserie door Mo Willems, die is uitgezonden door Cartoon Network en Boomerang. Het liep van 4 november 2000 tot 7 april 2002 op de Amerikaanse Cartoon Network en werd later nog herhaald. In Nederland en Vlaanderen ging het in première op 7 september 2001 en eindigde op 21 oktober 2002. Het werd later nog herhaald tot en met 3 februari 2014.
De tekenfilm volgt een schaap genaamd Schaap dat is weggelopen van zijn boerderij en moet zien te overleven in de stad. Er zijn doorheen het programma vele sketches te zien. Elke aflevering is namelijk opgedeeld in drie delen (met elk een titel) en tussen elk deel zie je 'reclames' van Oxymoron. Ook zapt Schaap voor de titelsong voorbij een flauw tv-programma en voor de aftiteling zie je een Zweed tekeergaan.

## Verhaal
Schaap had een gelukkig leventje op een boerderij. Een geheime militaire organisatie heeft Schaap echter nodig voor hun Sheep-Powered Ray Gun, een wapen met een schaap-vormig gat erin. Het enige schaap dat het wapen kan activeren, is Schaap. Omdat de leider van de organisatie, Generaal Speciaal, Schaap koste wat het kost te pakken wil krijgen, is Schaap gedwongen te vertrekken naar de Grote Stad. Hier is hij meestal op de vlucht voor militairen.
Schaap heeft ook geen geluk in de liefde: hij is smoorverliefd op Swanky de poedel, maar haar schaaphatende baasje Lady Richington probeert haar zo ver mogelijk uit zijn buurt te houden. Dit alles leidt tot absurde avonturen.

## Afleveringen
De serie bevat 26 afleveringen, verspreid over twee seizoenen.

### Piloot: 2000
1. In the Baa-ginning

#### Seizoen 1: 2000-2001
1. Be Still My Bleating Heart
2. To Bleat or Not to Bleat
3. Belle of the Baah
4. Going Off the Sheep End
5. Home for the Baa-lidays
6. Can't Live Without Ewe
7. 15 Muttons of Fame
8. Agony of De-Bleat
9. Baa-ck in Time
10. Fleeced to Meet You
11. A Star is Shorn
12. Mistaken Identi-sheep
13. To Sheep, Perchance to Dream

#### Seizoen 2: 2001-2002
1. Wish You Were Shear
2. Baah-dern Times
3. Flock, Up in the Sky
4. My, How Ewe Have Changed
5. The Wool of the People
6. Party of the Shear
7. Daddy Shearest
8. The Wool is Not Enough
9. Beauty and the Bleats
10. An Officer and a Gentlelamb
11. Oh, the Ewemanity
12. Here Goes Mutton
13. Baa-hind the Scenes

## Nederlandse nasynchronisatie
- Schaap: Kevin Seal
- Soldaat Paraat en de Oxymoron-promotor: Tony Neef
- Generaal Speciaal: Bart Bosch
- Verteller: Jon van Eerd
- Razende Zweed: Just Meijer
- Inspreker van de titels: Fred Meijer
- Diverse reclamerollen: Jody Pijper, Dieter Jansen

## Beschikbaarheid
Het eerste seizoen was een tijdje beschikbaar op iTunes (Zonder de pilot-aflevering). Het is er echter afgehaald door onbekende redenen. Wel stond de eerste aflevering als bonusmateriaal op de Powerpuff Girls dvd's 'Powerpuff Bluff' en 'Down 'n Dirty' en ook op de video 'Birthday Bash'. Powerpuff Bluff kwam ook uit in het Nederlands, maar het bonusmateriaal was in het Engels zonder ondertitels. In het Verenigd Koninkrijk verschenen afleveringen 2, 3 en 4 ook op een tijdelijke actie-dvd.
Sheep in the Big City wordt in Scandinavië nog uitgezonden door Cartoon Network.